# Marabá
Marabá es una ciudad del estado brasileño de Pará. Su ubicación es una referencia, el punto de encuentro entre dos grandes ríos, Itacaiúnas y Tocantins, formando una especie de «y» dentro de la ciudad como se ve desde arriba. Es básicamente formado por seis centros urbanos.
Es la cuarta ciudad más poblada del estado de Pará, con aproximadamente 233.462 habitantes según el IBGE/2010 y la cuarta más grande del PIB del estado de Pará, con 3.115.485 y sigue siendo el principal centro político , el desarrollo social y económico del sur y sudeste de Pará y una de las más dinámicas económicamente del país.
Marabá tiene una posición estratégica, cuenta con una infraestructura logística grande, con puerto, aeropuerto y ferrocarril. La ciudad tiene un parque en pleno auge industrial, especialmente la industria del acero, también es importante en la agricultura, con una vasta frontera agrícola, y también tiene un fuerte comercio y los servicios, el puesto principal de comercio regional.
Marabá se caracteriza por su amplia mezcla de pueblos y culturas que hace justicia al significado de su nombre popular de "hijo de la mezcla." La ciudad también es conocida como la "Ciudad de Poema", porque su nombre fue inspirado por el poema Maraba del poeta Gonçalves Dias.

## Etimología
La etimología de la palabra "Marabá" es un término indígena (como tantos otros a los ríos nombre, pueblos y ciudades pone de relieve el estado de Pará) y significa hijo del preso o en el extranjero o incluso de fruta de la India con el blanco.
Un poema escrito por Gonçalves Dias Coelho inspiró a Francisco Coelho (colonizador de Marabá), quien llamó a su tienda de buena voluntad, situado en la confluencia de la Tocantins / Itacaiúnas. La tienda en realidad una gran nave, que se sirve de los pioneros de todo tipo de seco y mojado. Allí, según la tradición, Cole compró la goma recogida, andiroba, copaiba, frutas silvestres, y varios combatientes, los fondos depositados en un cabaret muy animado, con la venta de bebidas y mujeres que se habían venido de lejos a la Amazonia oriental.

## Historia
Población
El acuerdo de la cuenca Itacaiúnas juega en la conformación de la ciudad un papel importante, porque a pesar de que esta región ha sido más explorada por los portugueses en el siglo XVI, permaneció sin una ocupación permanente desde hace casi 300 años. Sólo desde 1892 es que, de hecho, el espacio fue ocupado por los colonos. Los primeros en participar en la formación de la ciudad de Marabá, en 1892 fueron los líderes políticos que habían escapado de la guerrilla puesta en escena en el norte de Goiás, en concreto la ciudad de Boa Vista. El pionero Carlos Gomes Leitao, acompañado por su familia y colaboradores de trabajo desplazado hacia el sudeste de Pará, estableciendo su campamento por primera vez en una localidad situada en tierra bordeada por la confluencia de los ríos Tocantins y Itacaiúnas. Instalarse en la final, después de un año de observaciones sobre la margen izquierda del Tocantins, a unos 10 km aguas abajo del otro bando, que hizo un llamado a locales Burgo. El punto donde se establecieron comenzó a dar paso en el bosque en busca de campos naturales que sirven para el ganado. En uno de estos ataques, uno de sus trabajadores chocó contra un árbol en algunos disparos ocasionales hasta entonces desconocido, cuyo disparo dejó muy verter en un líquido lechoso que, algún tiempo después de tocar el suelo, coagulada espontáneamente.

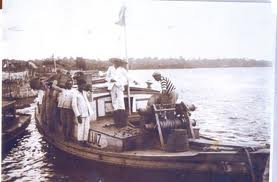
El envío de nueces de Brasil con pequeñas embarcaciones.

En 1894, el Goiás siguientes inmigrantes a la capital de la provincia para tener una reunión con el entonces presidente de la Gran Pará, José Paes de Carvalho, quien solicitó la cooperación, ya que la necesidad de colonizar el sur de la provincia y lo ha obtenido seis cuentos de los reyes en efectivo y acciones de los fármacos que se utilizan sobre todo en la lucha contra el paludismo y otras enfermedades tropicales. Éxito en su intento de ayudar y para tener las pruebas de la planta de leche endurecido demostrado que era de goma de caucho legítima, Carlos leitão, de vuelta a la comuna, transmitido la información a todos los de la pequeña colonia. Al año siguiente comenzaron a llegar la primera oleada de personal para la extracción del caucho. El distribuidor y Maranhense Francisco Coelho da Silva habría sido el primero en establecerse en la zona comprendida entre los ríos Tocantins y Itacaiúnas. El objetivo era negociar con los mineros de Caucho, que a través de la boca del río Itacaiúnas, navegó por el río Tocantins. Francisco Coelho da el nombre de la ciudad. Se había instalado en una casa de comercio local "Casa Marabá", cuyo nombre era un homenaje al poeta Gonçalves Dias.
Instalación del municipio
Este centro comercial, donde el "Itacaiúnas que fluye en Tocantins, al pulsar una franja de la península de la tierra en forma", fue la ciudad de Marabá. Así que en homenaje a su fundador, el nombre oficial del barrio conocido popularmente como "El cabello seco" es Francisco Coello. Creado el 27 de febrero de 1913 por la comunidad de la demanda Marabá, el municipio no se instaló formalmente el 5 de abril de ese año, esa fecha se celebra como día de su cumpleaños y sólo recibió el título de ciudad el 27 de octubre de 1923. La primera Sala Mayor, en el momento que corresponde a la posición del alcalde, fue el coronel Antonio da Rocha Maia, seleccionados y nombrados en la fecha de las ceremonias de instalación. Los frentes de la migración en la región de Marabá, desde mediados de los años 20, dirigida especialmente a la extracción y venta de nueces de Brasil y desde finales de los años 30, en la minería de diamantes en las piedras del río Tocantins. La ciudad recibió inmigrantes de varias regiones de Brasil, especialmente en Bahía, Ceará, Piauí, Goiás, Paraíba, Maranhão, pero también los palestinos y libaneses, que constituyen una importante capa de la sociedad local. En 1929, la ciudad ya está iluminada por una planta de energía que queman madera y 17 de noviembre de 1935 el avión aterriza por primera vez en el aeropuerto recientemente inaugurado en la ciudad. Durante este período la ciudad se componía de 450 casas y 1500 habitantes fijos
Con la apertura de la carretera PA-70, en 1969, Maraba está conectado a la BR-010. La implementación de la infraestructura vial es parte de la estrategia del gobierno federal para integrar la región con el resto del país. Además del plan oficial de colonización agrícola, la creación de las obras de construcción, especialmente la construcción de una central hidroeléctrica y la ejecución del proyecto Grande Carajás, el descubrimiento de la mina de oro de Serra Pelada, la migración simplificada y acelerada de las décadas de Maraba 70 y 80. En 1970, la ciudad fue declarada una zona segura, una enfermedad que duró hasta el final de la dictadura militar en 1985. Además de la región es estratégica para la política de integración, que era el medio ambiente de la Guerrilla de Araguaia, resultando en una presencia abierta de las tropas del Ejército del Brasil, la ciudad fue una de las bases de operaciones de las tropas federales. También en 1970, el PNV (Nacional Programa de Integración), que, entre otras medidas, prevé la construcción de la autopista Transamazônica, cuyo primer tramo fue inaugurado en 1971, junto con la creación de un puesto en el Instituto Nacional de Colonización y Reforma Agraria (INCRA), en Marabá.
Acontecimientos recientes
En 1980 la ciudad está plagada por la mayor inundación de su historia, el rio Tocantins sube 17,42 metros. Como resultado hay un rediseño de crecimiento urbano y expansión de la ciudad . En 1984, entra en funcionamiento el ferrocarril Carajás, en 1988 y comenzar los preparativos para la instalación de industrias de acero, para la producción de arrabio, un acuerdo que ha traído grandes beneficios y el crecimiento de la ciudad.
El 5 de abril de 1990 se promulgó la Ley Orgánica del municipio de Marabá. La población del distrito aumentó significativamente durante la década de los 90, ya mediados de 1998, el número llegó a 157 884 habitantes fijos en el próximo año, la propia ciudad como sede de grandes eventos con impacto nacional. Durante la administración del entonces alcalde Veloso Geraldo el consejo fue a través de un rápido proceso de modernización estructural, y la política económica, destacando el significativo crecimiento experimentado. Como consecuencia de estas reformas del Consejo durante los años 2002 a 2008, recibió una inversión masiva, que ha culminado en la ciudad se convirtió en un centro de metal y la industria mecánica. Actualmente la población es de alrededor de Marabá 233.462 habitantes, según estimaciones oficiales, esta estimación y el crecimiento es inevitable, ya que la ciudad está en el proceso de desarrollo acelerado y recibe mucha gente de otras localidades

## Economía

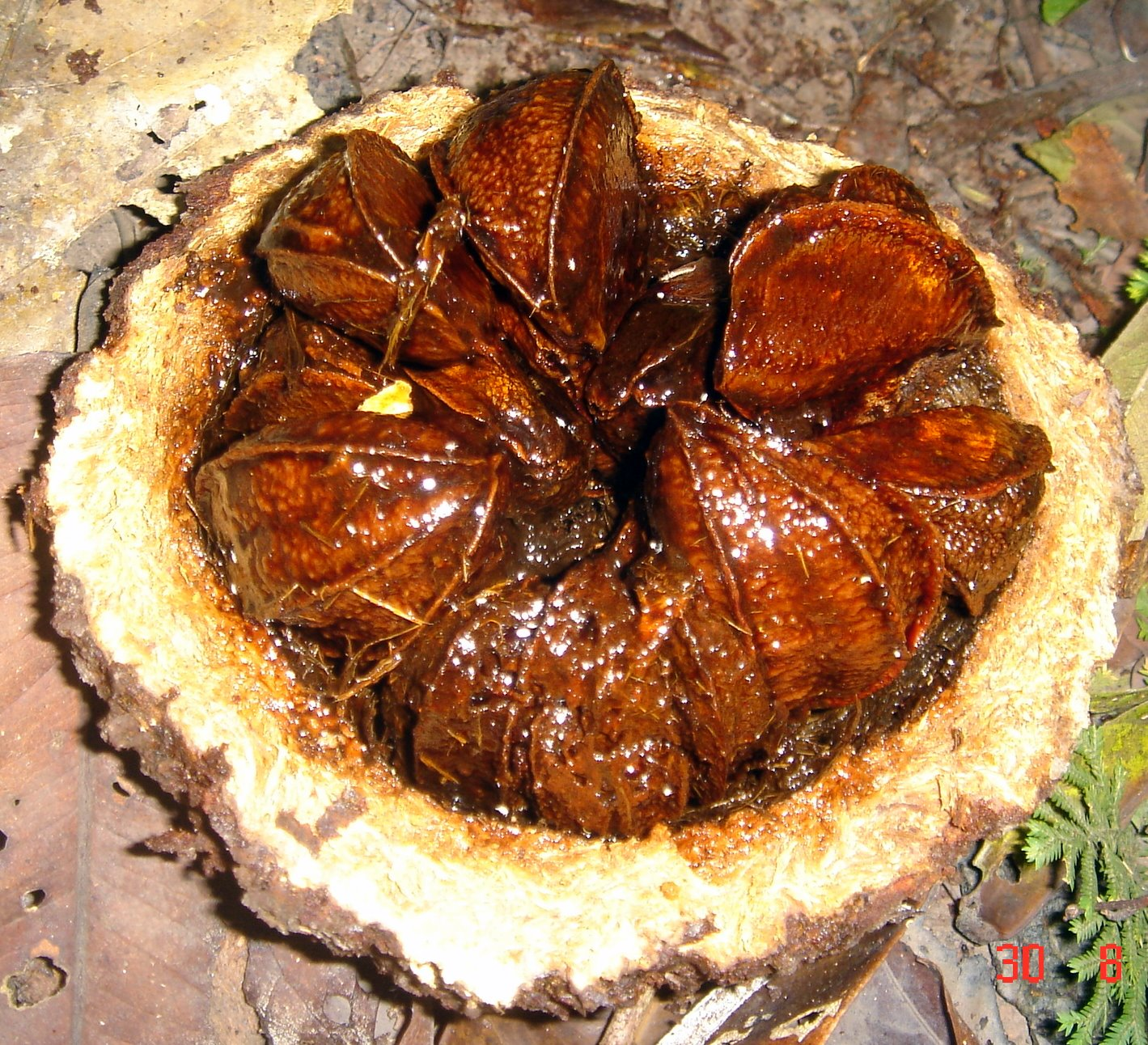
nueces de Brasil abierta.

El municipio de Marabá experimentado diversos ciclos económicos. Hasta principios de los 80 la economía se basaba en la planta de extracción. En un primer momento giró en torno a la extracción de látex de caucho, cuya lucrativos atrajo un gran número del Nordeste. Desde finales del siglo XIX (1892) hasta finales de los 40, estuvo marcado por la extracción de la época del caucho que ha contribuido en gran medida a la economía de la ciudad y la región, sin embargo, la crisis de caucho llevaron al Consejo a un nuevo ciclo Esta vez, el ciclo de las nueces de Brasil, que durante años llevó a la economía municipal. También estaba el ciclo de diamantes, en el 20 y 40, que se encuentra principalmente en el río Tocantins. Con la llegada de Serra Pelada y estar en mayor minerales del mundo, Maraba también experimentó el ciclo de las minas, que el mayor énfasis, la extracción de oro.
Desde principios de los años 70 la ciudad comenzó a experimentar la instalación del Proyecto Grande Carajás, y más tarde las industrias de acero, en lugar de impulso a la economía local.

### Sector primario
Hoy en día, Marabá es el centro económico y una vasta región administrativa de la frontera amazónica agrícolas , la ciudad tiene uno de los más importantes del crecimiento económico en el país. Ganadería sobre la base de la ganadería es una actividad de gran importancia para el municipio, y garantizar el sustento de la población, proporciona el desarrollo regional y local mediante la creación a gran escala, y se comercializa en diferentes regiones de Brasil y en el extranjero. El área del hato se destaca por su calidad superior, siendo una de las cabañas ganaderas más importantes del estado, un resultado derivado del uso de tecnologías avanzadas en la selección y la fertilización. También ha piaras de cerdos, caballos, ovejas y aves de corral.
El sector pesquero también tiene un papel clave en la base económica local mediante la exportación de sus excedentes de todo el norte y noreste. La agricultura es diversificada, con la producción de cereales, leguminosas y oleaginosas como maíz, arroz y frijoles, frutas como el banano y acai y la explotación forestal

### Sector secundario

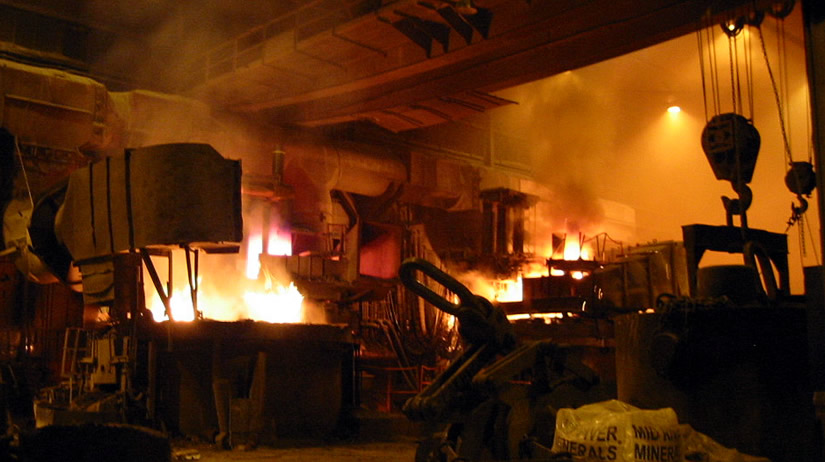
Interior de un horno.

A través de la Compañía de Fomento Industrial de Pará - CDI, se instaló a finales de los años ochenta, en un área de 1.300 hectáreas, el distrito industrial de Marabá - DIM, para crear la base de un poste de acero orientación del mineral de hierro de Carajás, operado por el gigante minero Vale.
Industrias Metalúrgicas y una intensa actividad ganadera, representó una gran devastación ambiental en la región. La actividad de la industria siderúrgica requiere grandes cantidades de carbón, que conduce a una devastación de los bosques nativos. Como resultado de la presión pública de las industrias se vieron obligados a cambiar su modelo de producción, la inversión en la reforestación y la producción de carbón vegetal a través de la palma de coco babasú.
Además, tener más de 200 industrias y el acero (arrabio) más importantes. En segundo lugar está la industria de la madera y la fabricación de tejas y ladrillos. La economía de la ciudad también se basa en la producción de manganeso y de agronegocios. En Maraba, Agronegocios trabaja con procesamiento de la pasta, la harina de yuca, la elaboración del arroz, la leche y de palma.
La instalación de la planta de acero llegó a impulsar la economía local, aún más, formando un polo metal-mecánico, con el fin de verticalizar la producción minera local. Todavía hay proyectos que se observa durante y después de la instalación de obras de acero, entre ellos: La tubería Açailândia-Marabá y la construcción de la nueva Ciudad Puerto.

### Sector terciario
El comercio y el sector servicios también tiene su cuota de contribución. Maraba tiene aproximadamente 5 000 puntos divididos entre el comercio formada por las empresas micro, pequeñas, medianas y grandes empresas y servicios del Hospital, Presupuesto, Educación, Obras y Servicios Públicos. Es un muy potente y viene con altas tasas de crecimiento. Esto se debe a la estrategia del gobierno del estado, para descentralizar los servicios de capital, la ciudad adquiere cada vez mayor representación en la organización de numerosas instituciones públicas. El comercio de la ciudad se pone de relieve, porque la ciudad es un importante centro comercial regional del sur y sudeste de Pará.

## Turismo

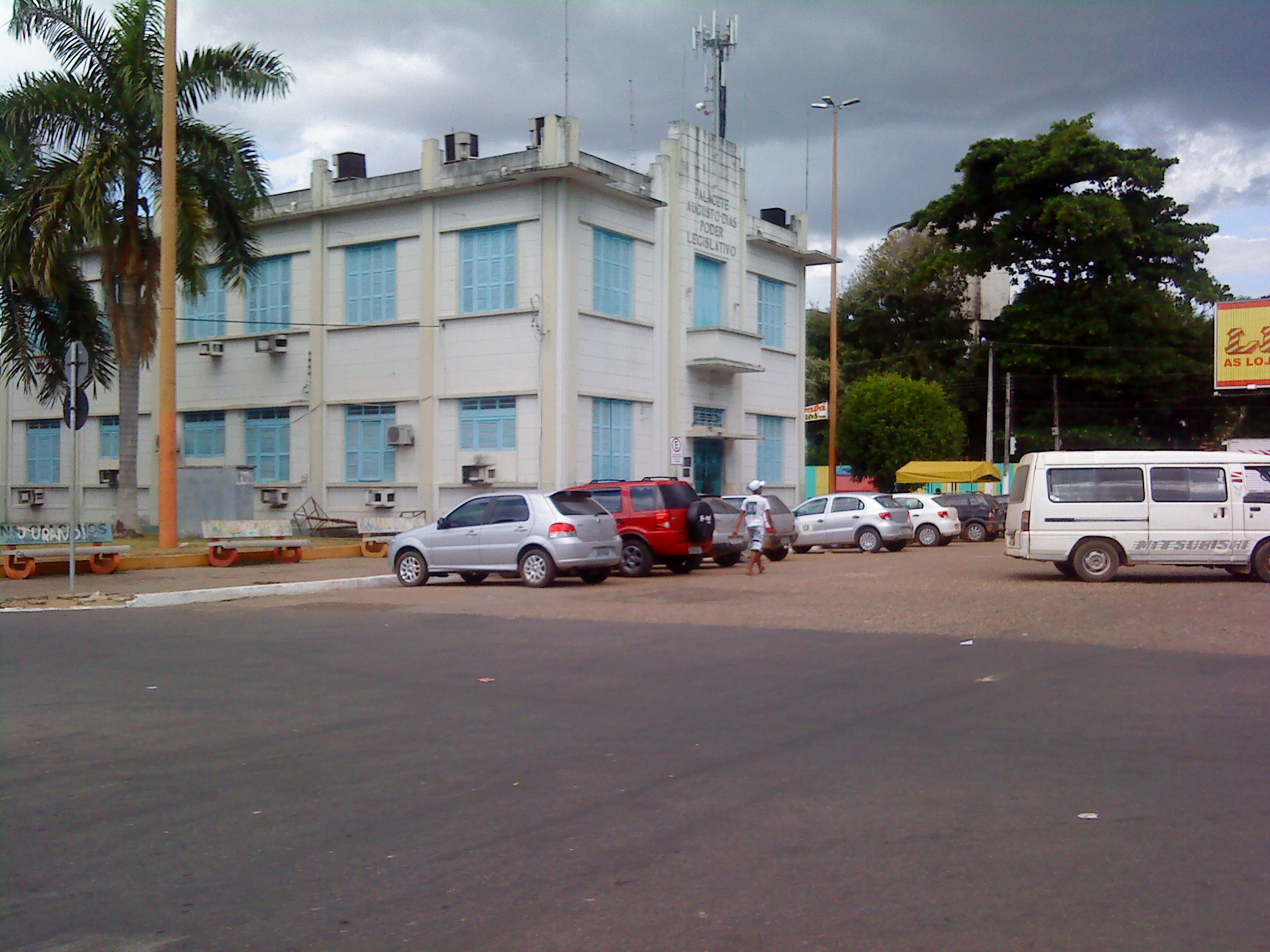
Palacete Augusto Dias.

Maraba es un refugio de belleza natural. Bordeada por dos ríos principales Itacaiúnas/Tocantins, trae un aire de ciudad de provincias, pero ofrece grandes oportunidades a los residentes y visitantes.
Playa de Tucunaré
Una de las mejores opciones durante el verano de Pará, la playa de Playa de Tucunaré es el punto turístico más visitado de la ciudad. Al salir de la marea del río Tocantins, justo después de la temporada de lluvias la playa ocupa un área de aproximadamente 5 km ², de los cuales tres cuartas partes son de arena fina y una cuarta parte de la vegetación. Ubicado frente a la biarro el centro, las arenas de la isla comenzó a ser avistado a mediados de abril, pero en temporada alta de verano en julio, donde la demanda es mayor, por lo que es la atracción principal.
La playa dispone de turistas, la práctica de deportes náuticos y la pesca de arena, camping y varios lugares de interés promovidas por el Ayuntamiento.
A lo largo de la playa se prepara una gran cantidad de tiendas que ofrecen a los visitantes una gran variedad de platos y bebidas, incluyendo la carne en conserva y Tucunaré frito.
Playa Geladinho
San Félix, en el distrito, también aparece en el verano con la disminución del nivel del río Tocantins. Su belleza natural ganó un toque especial con la visión de tren / Puente Mixto de Marabá, construido para el transporte del mineral extraído de la Serra dos Carajás
Iglesia de San Félix de Valois

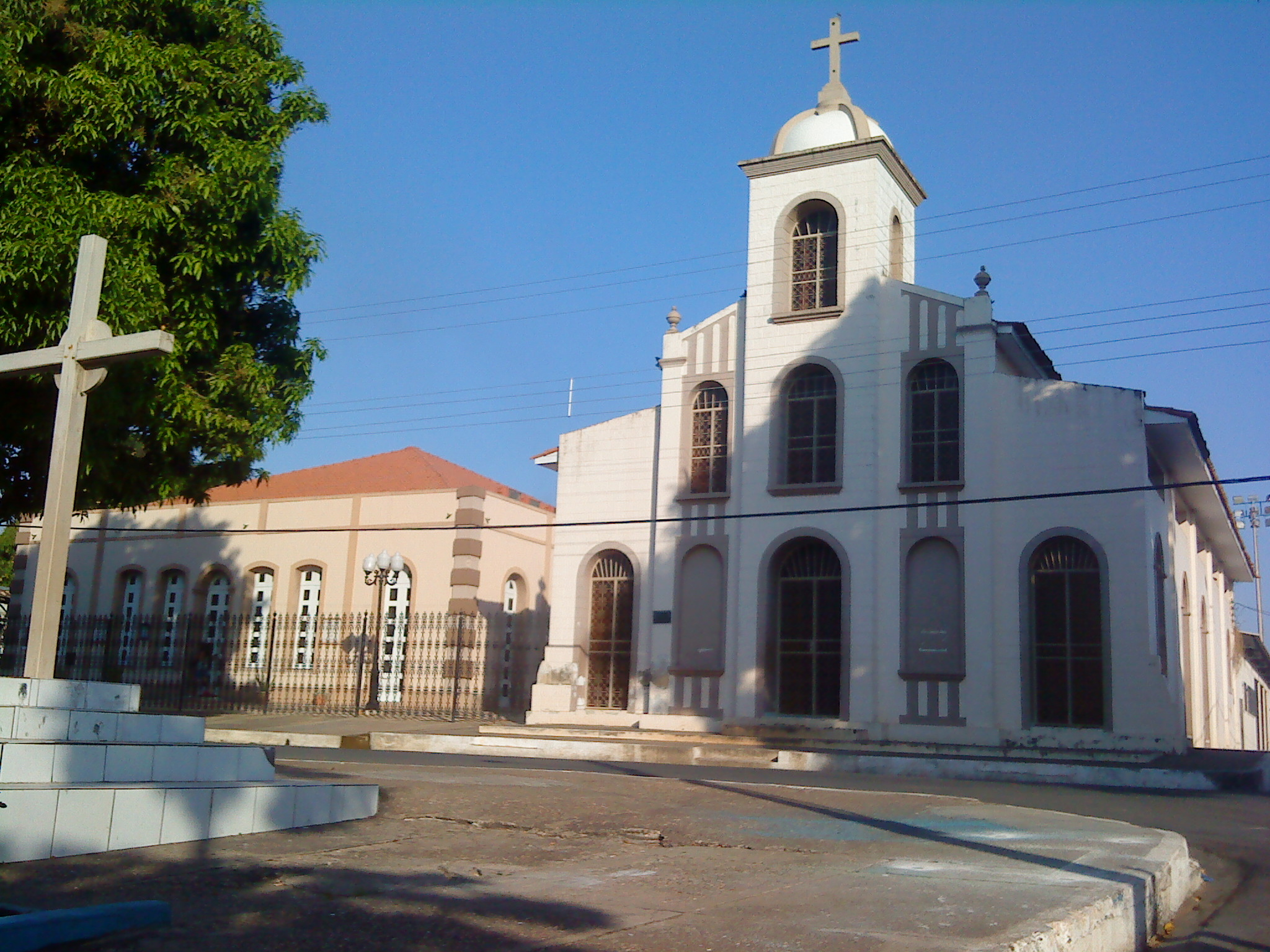
Iglesia de San Félix de Valois y la Biblioteca Municipal de la izquierda (Salón del Mercado Viejo).

Fue la primera capilla construida en Marabá, en pago de una promesa hecha por Francisco Acacio la Virgen de Nazaret, en los años 20. El primer edificio fue destruido por la inundación de 1926 y fue otra iglesia erigida en el mismo sitio. Es la primera patrimonio histórico de la ciudad, se desplomó al 5 de abril de 1993. Se encuentra ubicado en la Plaza de San Félix, en el centro.
Palacete Augusto Dias
Sede de la Legislatura fue construido en los años 30 para servir a la Alcaldía, el Ayuntamiento y el Foro.
Casa de la Cultura de Maraba
El Museo Municipal está instalado en la Fundación Casa de la Cultura de Maraba e incluye los siguientes sectores: la División de Antropología, Departamento de Botánica, Departamento de Geología, Departamento de Arqueología y el Departamento de Zoología. Además de acoger la escuela de Música, los archivos públicos municipales, el Museo hace varios estudios sobre la región del sudeste de Pará, rescatar y preservar la historia local. El museo cuenta con el apoyo y la guía del Museo Goeldi, en relación con la formación de técnicos e identificación de los materiales a través de un acuerdo. El Museo Municipal de Maraba es una de las instituciones más respetadas de Brasil en el marco de la investigación, rescate y preservación del medio ambiente e histórico.

## Subdivisión urbana

Los seis distritos urbanos de Marabá.

Marabá está básicamente formado por seis centros urbanos:
- Cidade Nova
- Industrial
- Morada Nova
- Nova Marabá
- São Félix
- Velha Marabá

## Infraestructura

### Educación
En educación profesional y superior, el municipio tiene alrededor de 30 unidades docentes, un número relativamente alto en comparación con los municipios que no son capitales en el norte de Brasil. Las universidades públicas mantienen 7 campus y centros en el municipio, con énfasis en la Universidad Federal del Sur y Sudeste del Pará, la Universidad del Estado del Pará y el Instituto Federal del Pará. Con este perfil, Marabá es considerada la primera localidad del interior de Amazon con perfil de "ciudad universitaria".

### Salud
Con 6 hospitales, 4 de los cuales son públicos, el Hospital Municipal de Marabá es el más solicitado para atender al público de Marabá y de toda la región, estableciendo constantemente la máxima capacidad en uso, estructuras degradadas o falta de profesionales. Como apoyo, se encuentra el Hospital Regional del Sureste de Pará Dr Geraldo Veloso, el Hospital Materno Infantil de Marabá y el Hospital da Guarnição Militar de Marabá. Las únicas instituciones privadas de este tipo, hasta 2018, fueron el Hospital Unimed Sul do Pará y el Hospital Santa Teresinha.